# جاستن أندرسون (لاعب كرة قدم أمريكية)
جاستن أندرسون (بالإنجليزية: Justin Anderson)‏ هو لاعب كرة قدم أمريكية أمريكي، ولد في 16 يناير 1991 في فولي في الولايات المتحدة.

## وصلات خارجية
- جاستن أندرسون (لاعب كرة قدم أمريكية) على موقع مرجع كرة القدم المحترفة.كوم (الإنجليزية)